# Kristna kyrkan i Haidian
Kristna kyrkan i Haidian (kinesiska: (基督教堂, Jīdūjiàotáng) tillhör Tre självrörelsen och ligger i Zhongguancun i distriktet Haidian i Kinas huvudstad Peking.

## Församling
Församlingen grundades 1933. Kyrkans närhet till Tsinghuauniversitetet, Pekinguniversitetet och flera IT-företag, som till exempel Sina.com, bidrar till att en stor andel av kyrkobesökarna är unga.

## Arkitektur
Den nuvarande kyrkan ritades av Meinhard von Gerkan och Stephan Schütz och uppfördes 2005–2007 till en kostnad motsvarande tre och en halv miljon euro. Byggnadens golvyta uppgår till 4 000 kvadratmeter. Kyrkan var vid uppförandet Kinas största.